# كايناي
كايناي (أو كايناوا (Káínawa)، أو «بلد ترايب» (Blood Tribe، قبيلة الدم) هي من شعوب الأمم الأولى في جنوب ألبرتا، كندا التي كان يبلغ عدد سكانها في عام 2005 ما يقارب 7437 نسمة هم جزء من من رابطة «نيئتصابي» (Niitsítapi) التابعة لكونفدرالية الشعب الأصلي بلاكفوت.

## التسمية
«أكايناي» (Akáínaa) تترجم إلى «رئيس كثير» (من أكا أي «العديد من» و«نيناي» أي «رئيس»)، بينما تترجم «كايئنا» إلى «شعب رئيس كثيرة». الاسم الشائع بالإنجليزية للقبيلة هو «بلد ترايب» (Blood tribe) أي «قبيلة الدم».
في عهد عقد المعاهدات مثل معاهدة 7، حددت موطن الكايناي بنهر أولدمان ونهر بيللي ونهر سانت ماري غرب مدينة ليثبريدج في جنوب ألبرتا. تعتبر محمية «الدم كايناي 148» حاليا أكبر محمية في كندا بتعداد 3852 نسمة  على مساحة 1,414 كلم2 وتبعد حوالي 200 كيلومترا إلى الجنوب من كالغاري.
في عام 1960، ظهرت إحدى رقصات الكايناي المقدسة وتسمى صن دانس (رقصة الشمس) في وثائقي «دائرة الرقص المقدس» للمجلس الوطني الكندي للفيلم إذ أعتبر زعماء القبائل أن الرقصة ستنقرض لذا سمحوا بتصويرها لتخليدها كسجل بصري.

## الحكومة
يحكم أمة كايناي مجلس من 12-15 عضوا منتخبين يرئسهم رئيس واحد ويسمى «تشيف». ومدة العضوية أربع سنوات.

## أنظى أيضا
- سيكسيكا
- بلاكفوت

## صور

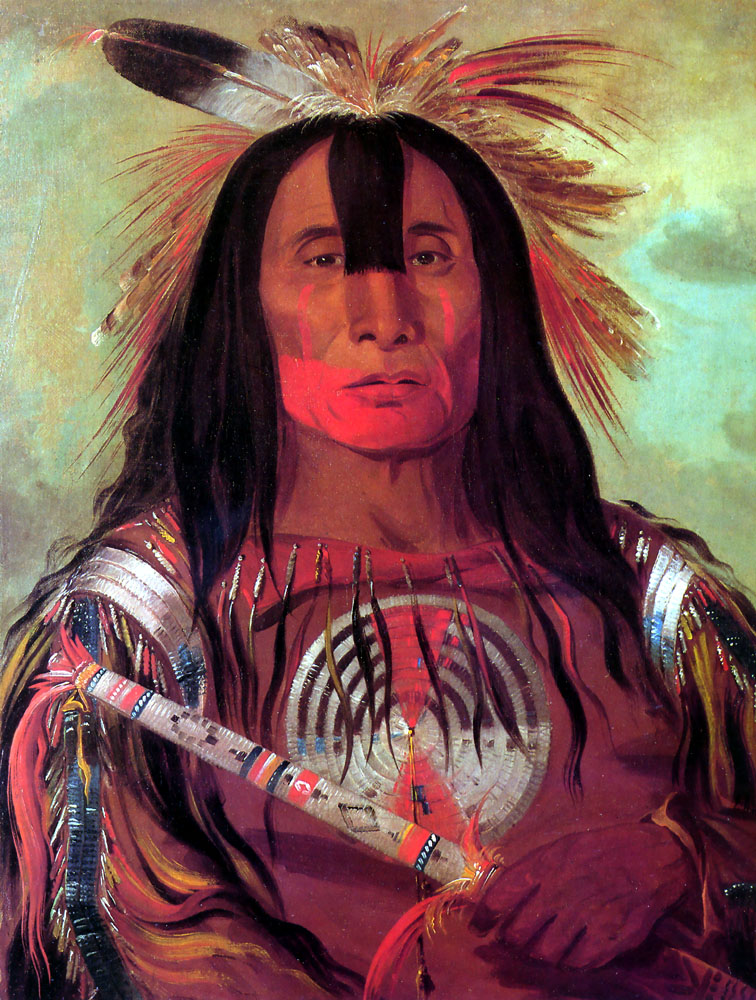
ستو، ميك، س، تمتص، الجاموس بول عودة الدهون، الرئيس رئيس، الدم قبيلة، 1832 من قبل جورج كاتلين
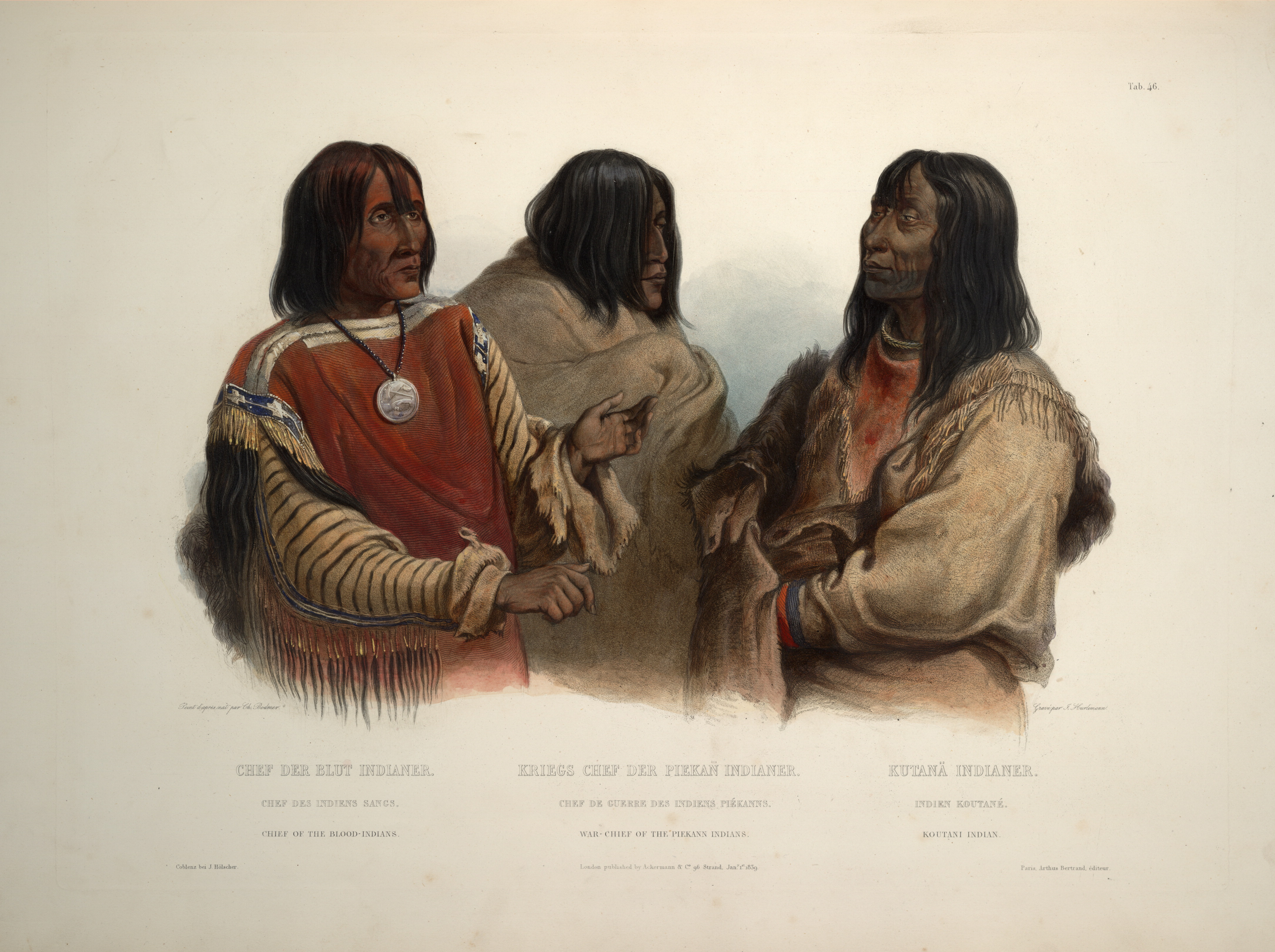
رئيس رئيس الدم الحرب الهنود للهنود Piekann والهندية Koutani بواسطة كارل بودمر
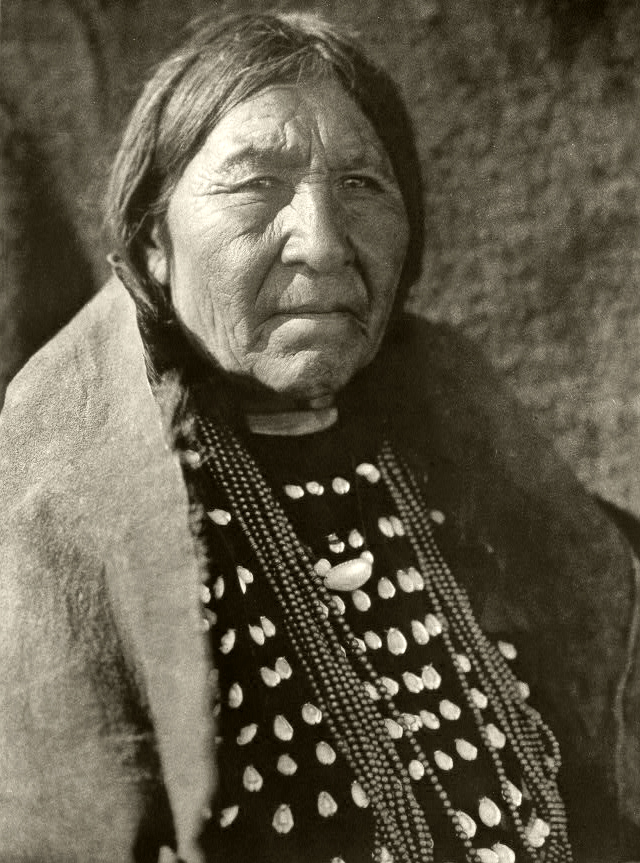
Stsimaki ("المتردد ليكون امرأة ،") -- الدم ادوارد س. كورتيس
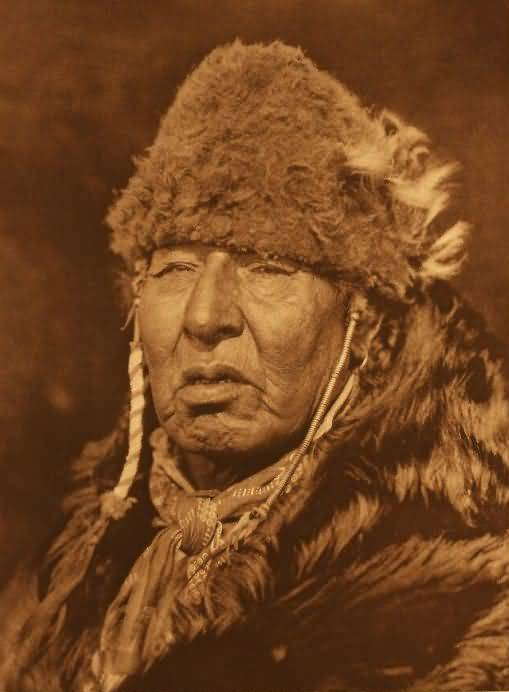
Apio - ميتا الكلب الأبيض—الدم
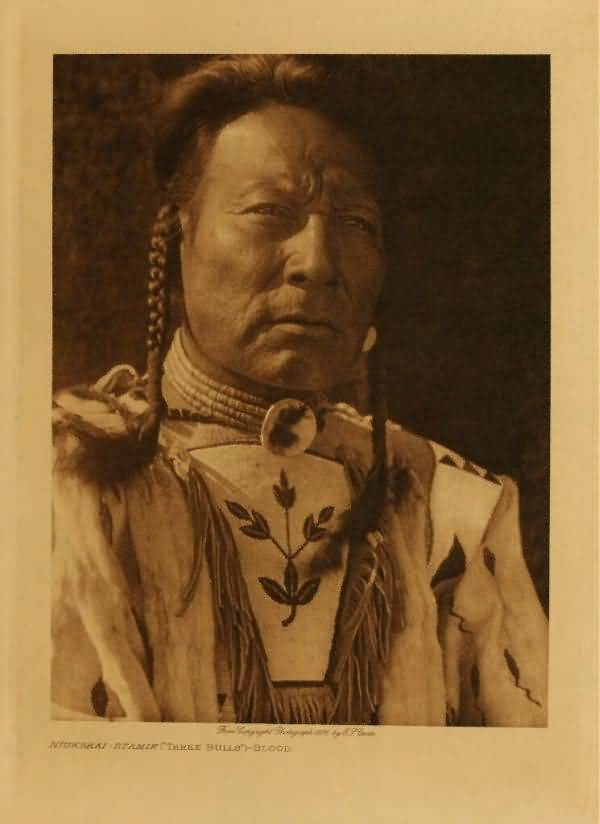
Niukskai - Stamik ثلاثة بولز—الدم
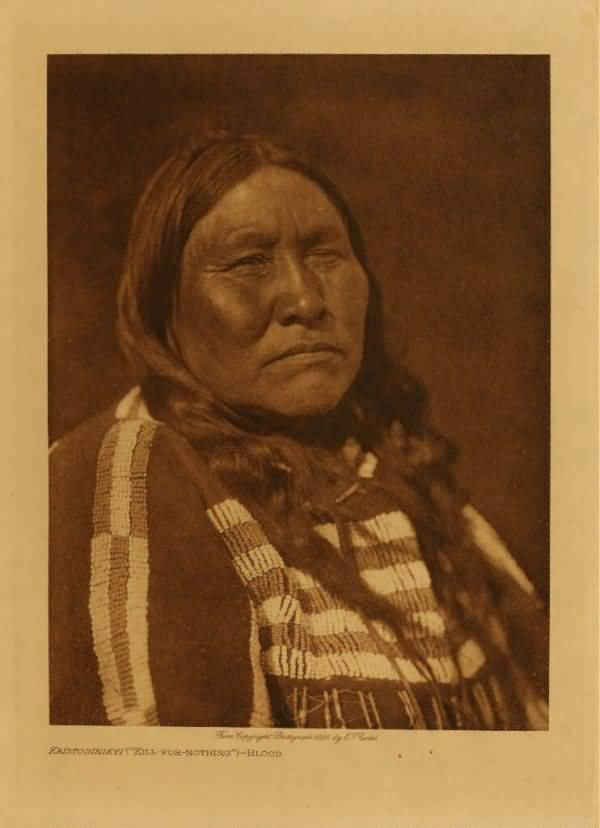
Kaistosinikyi قتل مقابل لا شيء—الدم
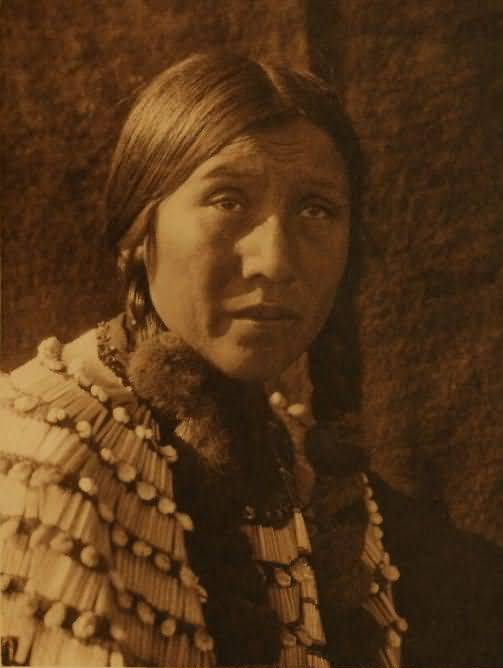
Atso Tohkomi تسديدة مقابل الجانبين على حد سواء—الدم
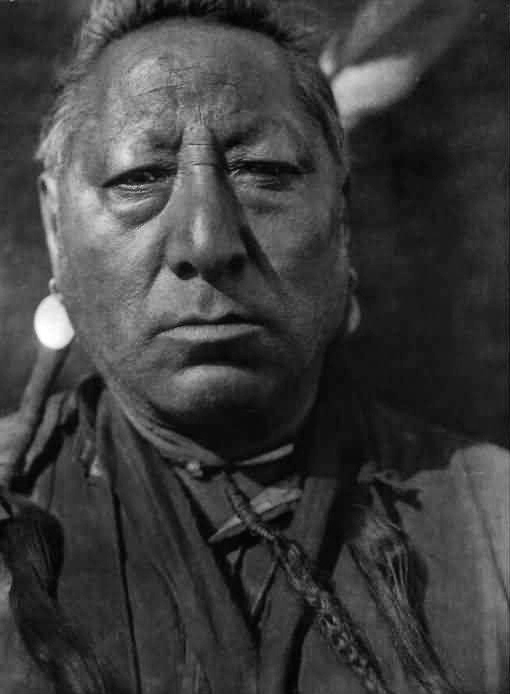
تعال Astanighkyi - الغناء—الدم
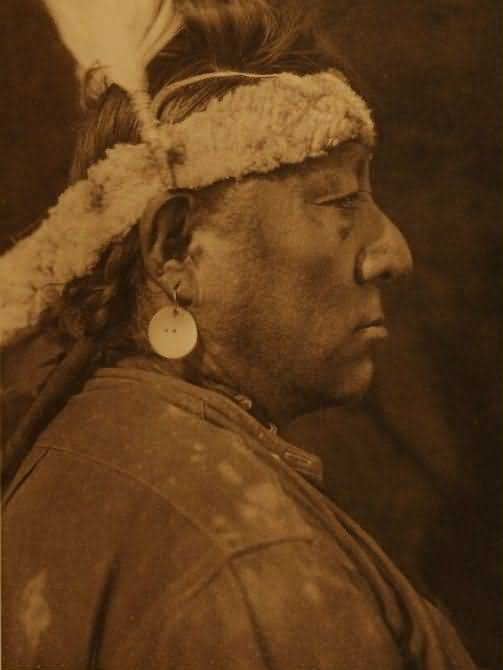
تعال Astanighkyi - الغناء—الدم
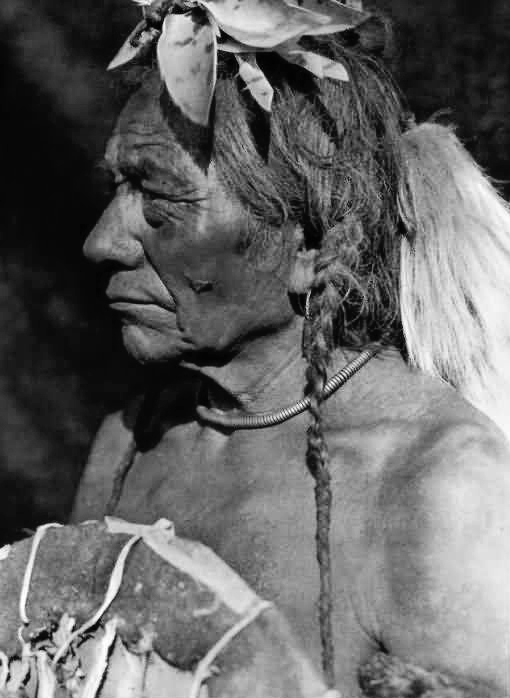
Makoyepuk ولف والطفل—الدم
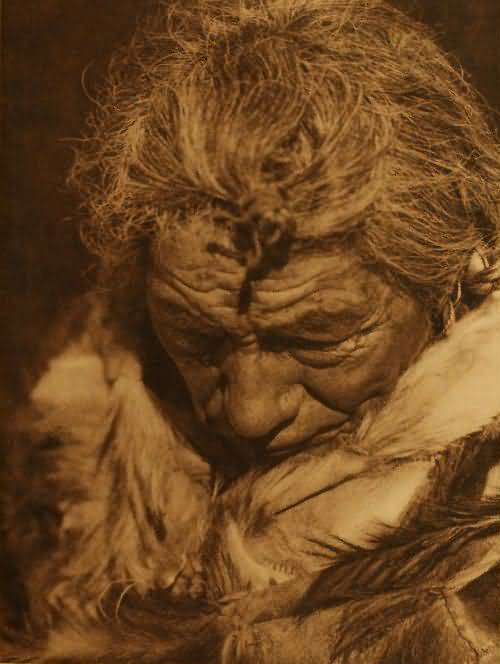
Makoyepuk ولف والطفل—الدم
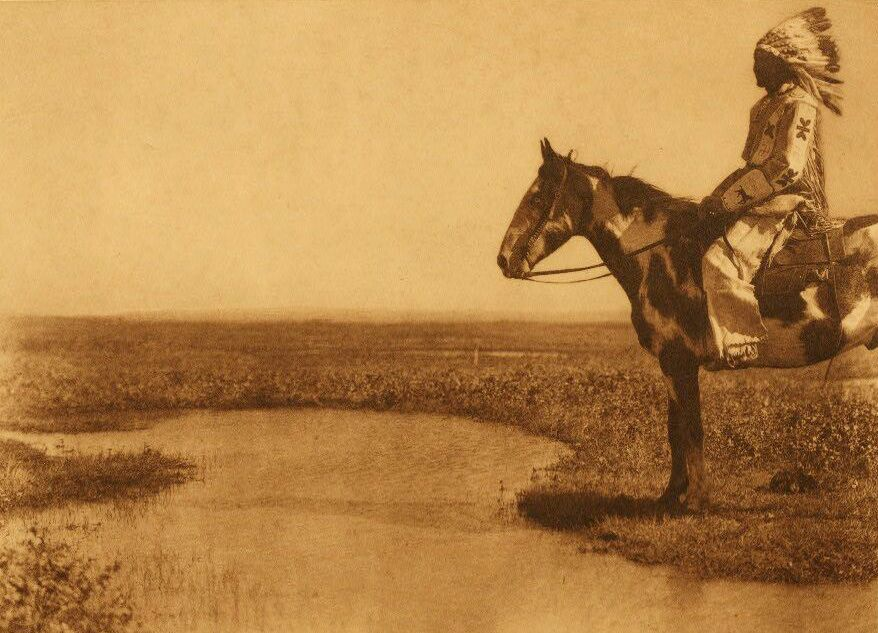
دم فارس

## وصلات خارجية
- دراسات الكايناي-- آخر كيان التعليم الثانوي مخصص لتعاليم بلاكفوت.
- مقدمة لمقال مصور من 'نيتسيتابيئسيني: طريقتنا في الحياة' معرض لمتحف
- وصف موجز لقبائل بلاكفوت
- موقع قبيلة الدم المعلومات
- دائرة الشمس، فيلم وثائقي عام 1961 بشأن قبيلة الدم نسخة محفوظة 15 مارس 2019 على موقع واي باك مشين.
- سيرة موجزة عن الرئيس السابق روي فوكس.
- أخبار كايناي (1968-1991)